# Agave seemanniana
Agave seemanniana ist eine Pflanzenart aus der Gattung der Agaven (Agave). Das Artepitheton seemanniana ehrt den deutschen Botaniker Berthold Seemann, der die Art entdeckte und Samen davon nach England schickte. Ein englischer Trivialname ist „Seemann´s Century Plant“.

## Beschreibung
Agave seemanniana wächst einzeln und bildet kompakte Rosetten. Die gelb-/grüngefärbten, bläulichen, eiförmigen bis lanzettenförmigen, sukkulenten Blätter sind an der Basis verdickt. Sie sind variabel angeordnet, 30 bis 50 cm lang und 12 bis 20 cm breit. Die unterschiedlich angeordneten welligen Blattränder sind unregelmäßig gezahnt. Der braune Enddorn wird 2 bis 4 cm lang.
Der rispige gerade bis gebogene Blütenstand wird 3 bis 4 m hoch. Die zahlreichen gelben Blüten sind 50 bis 70 mm lang, erscheinen am oberen Teil des Blütenstandes und bilden sich bis zur Spitze an locker angeordneten variablen Verzweigungen. Die breit trichterige Blütenröhre ist 7 bis 11 mm lang.
Die länglichen dreikammerigen Kapselfrüchte sind 30 bis 40 mm lang und 15 bis 17 mm breit. Die schwarzen, mondförmigen Samen sind 5,5 bis 7 mm lang und 3,5 bis 4,5 mm breit.

## Systematik und Verbreitung
Agave seemanniana ist in den mexikanischen Bundesstaaten Oaxaca und Chiapas verbreitet, außerdem in Guatemala, Honduras und Nicaragua. Sie wächst an trockenen, steinigen Hängen in 400 bis 2200 m Höhe. Die Variabilität der Form der Rosetten und der Blattstruktur wird innerhalb des Verbreitungsgebietes deutlich.
Die Erstbeschreibung durch Georg Albano von Jacobi ist 1868 veröffentlicht worden. Synonyme sind Agave scolymus var. seemanniana (Jacobi) A.Terracciano, Agave caroli schmidtii A.Berger, Agave guatemalensis A.Berger und Agave seemanniana var. perscabra Trel.

## Nutzung
Die Pflanzen werden zur Herstellung von Mezcal und Pulque verwendet. Die Samenkapseln werden, wie auch die Kapseln anderer Agaven, für den Fischfang genutzt. Jüngere Blätter werden von den in der Region um Jutipa einheimischen Indianern geröstet und verzehrt.
Durch Untersuchungen ägyptische Wissenschaftler wurde herausgefunden, dass in Pflanzen mit einem hohen Gehalt von Saponin schmerzlindernde, entzündungshemmende und gegen Geschwüre schützende Inhaltsstoffe zu finden sind und diese möglicherweise zukünftig für die Entwicklung von Medikamenten genutzt werden können.

## Nachweise
- August J. Breitung: Agave seemanniana. In: The Agaves. The Cactus & Succulent Journal Yearbook, 1968, S. 61.
- Howard Scott Gentry: Agave seemanniana. In: Agaves of Continental North America. The University of Arizona Press, 1982, S. 494–499.
- Mary Irish, Gary Irish: Agaves, Yuccas and related plants of Continental North America. Timber Press, 2000, S. 162–163, Tafel 47, 48.
- J.Thiede: Agave seemanniana. In: Urs Eggli (Hrsg.): Sukkulenten-Lexikon. Einkeimblättrige Pflanzen (Monocotyledonen). Eugen Ulmer, Stuttgart 2001, ISBN 3-8001-3662-7, S. 62.
- Bernd Ullrich: The discovery of Agave seemanniana Jacobi. In: British Cactus & Succulent Journal. Band 10, Nummer 1, 1992, S. 24–28.